# Kertek (plaats)
Kertek is een bestuurslaag in het regentschap Wonosobo van de provincie Midden-Java, Indonesië. Kertek telt 7291 inwoners (volkstelling 2010).